# Marksteintal
Marksteintal (Ma) är ett mått i vilken utsträckning utsträckning av reaktionszonen medför förändringar av förbränningshastigheten. Det definieras som:
{\displaystyle Ma*K={\frac {u_{l}-u_{n}}{u_{l}}}}
där K är flamsträckningen, ul är den laminära förbränningshastigheten och un är den uppmätta förbränningshastigheten. Beroende på hur mätningarna skett och variablerna definieras kan talet beskrivas med olika index.